# 孔芭·拉罗克
孔芭·拉罗克（法語：Koumba Larroque，1998年8月22日—）生于阿尔帕容，是一名法国女子摔跤运动员，主攻自由式。她的父亲是法国人，母亲则是马里人。她在9岁时受两位哥哥影响开始接触摔跤，12岁时离开家人身边，接受顶尖级别的训练。她在后来也和父亲同样加入法国军队，同时她也加入了法国高水平运动员培养机构INSEP。